# Río Arenales (vattendrag i Argentina)
Río Arenales är ett vattendrag i Argentina.   Det ligger i provinsen Salta, i den norra delen av landet, 1 300 km nordväst om huvudstaden Buenos Aires.
I omgivningen kring Río Arenales växer i huvudsak lövfällande lövskog. Området är  tätbefolkat, med 319 invånare per kvadratkilometer.